# Apirak Kosayodhin

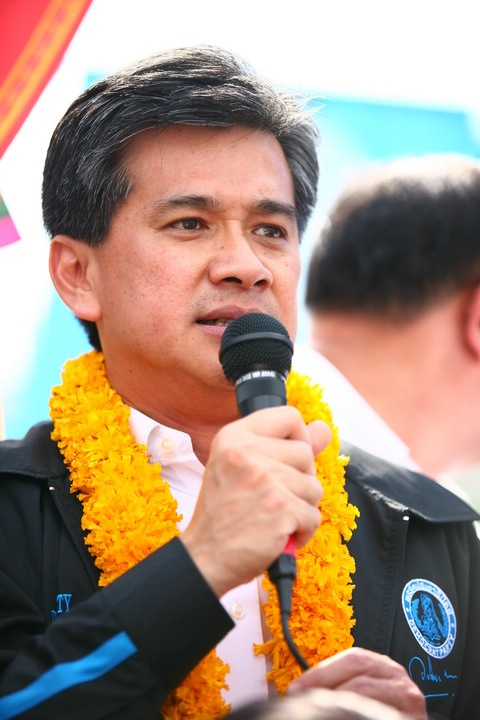
Apirak Kosayodhin (2011)

Apirak Kosayodhin (Thai: อภิรักษ์ โกษะโยธิน; * 30. März 1961 in Pak Kret, Provinz Nonthaburi) ist ein thailändischer Manager und Politiker der Demokratischen Partei. Von November 2004 bis November 2008 war er der 14. Gouverneur von Bangkok.

## Ausbildung und berufliche Karriere
Apirak studierte an der Universität Chiang Mai Ernährungswissenschaft und Lebensmitteltechnologie. Er schloss ein Studium zum Master of Business Administration am National Institute of Development Administration an. Einer seiner Studienfreunde war Yongyuth Tiyapairat, der später Politiker der Thai-Rak-Thai-Partei und Vertrauter des Ministerpräsidenten Thaksin Shinawatra wurde.
Er begann sein Arbeitsleben bei der Systemgastronomiekette Pizza Hut. Später war er für den PepsiCo-Konzern und dessen Kartoffelchips produzierende Tochter Frito-Lay tätig, deren thailändischen Zweig er von 1994 bis 2000 leitete. Im Jahr 1997 belegte er einen Kurs im Advanced Management Program der amerikanischen Harvard Business School. Er wechselte dann zum Unterhaltungsmedien- und Musikkonzern GMM Grammy, wurde dessen Präsident und Hauptgeschäftsführer. Von 2002 bis 2004 war er einer der Hauptgeschäftsführer des Mobilfunkbetreibers TA Orange (heute True move).

## Politische Tätigkeit

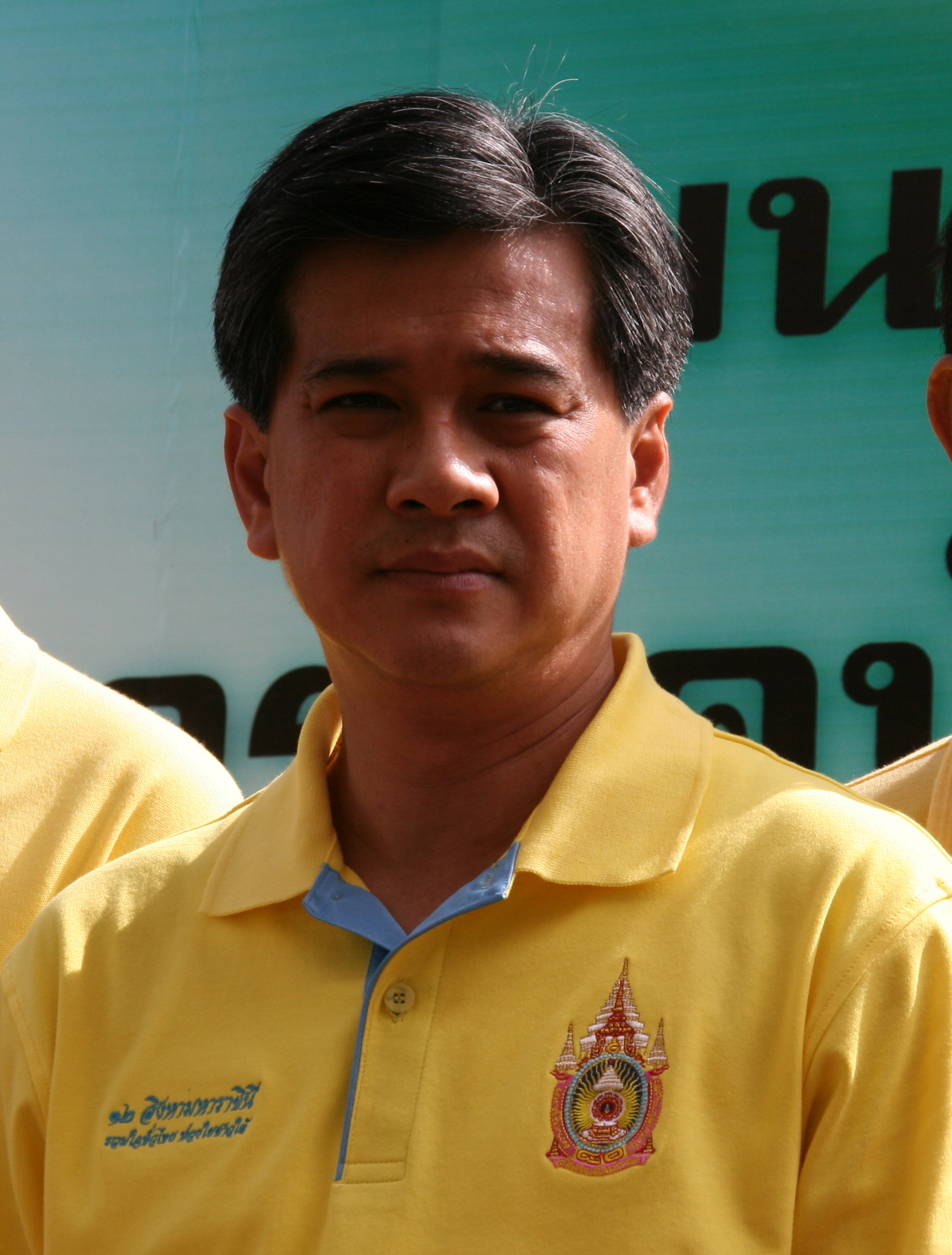
Apirak als Gouverneur (2008)

Im Jahr 2004 wechselte Apirak in die Politik und trat für die Demokratische Partei bei der Bangkoker Gouverneurswahl an. Er gewann mit 38,2 %, die parteilose, von der  Thai-Rak-Thai-Partei unterstützte Pavena Hongsakul kam nur auf 26 %. Anschließend leitete er, als Nachfolger von Samak Sundaravej, der nicht mehr angetreten war, die Selbstverwaltungsbehörde der thailändischen Hauptstadt (Bangkok Metropolitan Administration, BMA). Nach einer vierjährigen Amtszeit wurde er im Oktober 2008 mit 45,9 % gegenüber 25,2 % für Prapas Chongsanguan von der Partei der Volksmacht im Amt bestätigt.
Nur einen Monat später trat er jedoch zurück, nachdem die Nationale Korruptionsbekämpfungs-Kommission ein Verfahren gegen ihn eröffnet hatte. Dies bezog sich auf den Fall der Bestellung von 315 Löschfahrzeugen und 30 -booten für die Bangkoker Feuerwehr bei Steyr-Daimler-Puch Spezialfahrzeug AG (inzwischen General Dynamics European Land Systems). Das Geschäft war noch unter der Vorgängerverwaltung des früheren Gouverneurs (und späteren Ministerpräsidenten) Samak Sundaravej unter maßgeblicher Beteiligung des damaligen Dezernenten für Katastrophenschutz und -hilfe Athilak Tanchukiat und des damaligen stellvertretenden Innenministers Thailands Pracha Maleenond eingeleitet worden. Samak hatte den Vertrag noch an seinem letzten Tag im Amt unterzeichnet, Apirak stellte nach seiner Amtsübernahme die zugehörige Bürgschaft aus, ohne von den illegalen Geschäften zu wissen. Er betonte, dass sein Rücktritt kein Schuldeingeständnis war, sondern er lediglich das Amt vor der Verwicklung in ein Korruptionsermittlungsverfahren schützen wollte. Die Bangkoker wählten Apiraks Parteikollegen Sukhumbhand Paribatra zu seinem Nachfolger.
Ab 2009 war Apirak als Berater für seinen Parteifreund, den Ministerpräsidenten Abhisit Vejjajiva tätig. Bei einer Nachwahl für ein freigewordes Direktmandat im Wahlkreis Bangkok 2 wurde er im Dezember 2010 mit 69 % der Stimmen ins Parlament gewählt. Bei der regulären Parlamentswahl 2011 wurde er als achter auf der Parteiliste der Demokraten wiedergewählt. Seine Partei wählte ihn zum stellvertretenden Vorsitzenden.
Im September 2013 wurde Apirak letztinstanzlich vom Korruptionsvorwurf freigesprochen, während Pracha zu einer Haftstrafe von zwölf und Athilak zu zehn Jahren verurteilt wurde. Sie entzogen sich ihrer Strafe durch Flucht ins Ausland.